# Oliver Rast
Oliver Rast (* 1973 in West-Berlin) ist ein Aktivist. Er war Mitglied der linksradikalen militante gruppe (mg) und ist derzeit in der von ihm mitinitiierten sogenannten Gefangenengewerkschaft/Bundesweite Organisation (GG) aktiv.
Oliver Rast kommt nach eigenen Angaben aus einem sozialdemokratischen Umfeld, sein Vater war Kraftfahrer bei den Berliner Wasserbetrieben und seine Mutter Angestellte in einer Buchhaltung. Zunächst organisierte er sich bei den Jusos und der regionalen Gliederung der Grünen in Berlin, bevor er in Sozialen Bewegungen aktiv wurde. „Innerfamiliär waren so zwei Kernlinien einfach klar: Nazis sind scheiße, Krieg ist scheiße, das war für meine Eltern so ein Ansatzpunkt, sozialdemokratisch zu wählen“, sagte er 2015 im DRadio. Vor seiner Inhaftierung arbeitete Rast im Roten Antiquariat in Berlin.
Rast wurde vom Kammergericht Berlin mit Urteil vom 16. Oktober 2009, insbesondere wegen versuchter Brandstiftung und Mitgliedschaft in einer kriminellen Vereinigung zu einer Haftstrafe von drei Jahren und sechs Monaten verurteilt. Die Revision wurde vom Bundesgerichtshof mit Beschluss vom 3. Mai 2011 verworfen.
Rast verbüßte seine Strafe in der JVA Tegel und arbeitete dort in der Buchbinderei. Schon wenige Monate nach seiner Inhaftierung begann Rast mit der gewerkschaftlichen Organisierung im Gefängnis. Im Mai 2014 gründete er die Gefangenengewerkschaft/Bundesweite Organisation (GG). Die GG setzt sich für Mindestlohn und eine Rentenversicherung für im Vollzug Tätige ein. Die Rechtsform war bei der Gründung der Gewerkschaft unklar, ebenso der Status und die Rechte ihrer Mitglieder. Unmittelbar nach der Gründung wurden in der JVA Tegel Unterlagen und Unterstützungsformulare beschlagnahmt.
Am 10. September 2014 wurde Rast aus der Haft entlassen. Seitdem arbeitet er als freier Journalist und als ausgebildeter Buchhändler im Roten Antiquariat".